# Franjo Čutura
Franjo Čutura (Rastovača, 27. listopada 1885. – Lemont, Chicago, 3. veljače 1959.), hrvatski pjesnik i putopisac.

## Životopis
Osnovnu školu završio je u Posušju, a gimnaziju na Širokom Brijegu. Teologiju studirao u Mostaru i Paderbornu. Od 1912. do 1916. vjeroučitelj na Humcu, potom godinu dana predavač na Širokom Brijegu. Kao svećenik radio u Gabeli, Čapljini, Širokom Brijegu i Posušju. Od 1922. do 1924. godine bio je misionar u Americi. Od 1924. do 1926. je župnik u Posušju, onda ponovno odlazi u Ameriku, u New York, gdje preuzima i vodi župu (1926. – 1933.). Obolivši, vraća se u Hercegovinu, nakon oporavka odlazi u Svetu zemlju. Od 1934. godine po treći put je u Americi, župnik u Ambridgeu, Chicagu, Ambridgeu i Sharonu.

## Djela
Pjesme, putopisi i crtice – u periodici.